# Pfarrhaus (Schöllang)

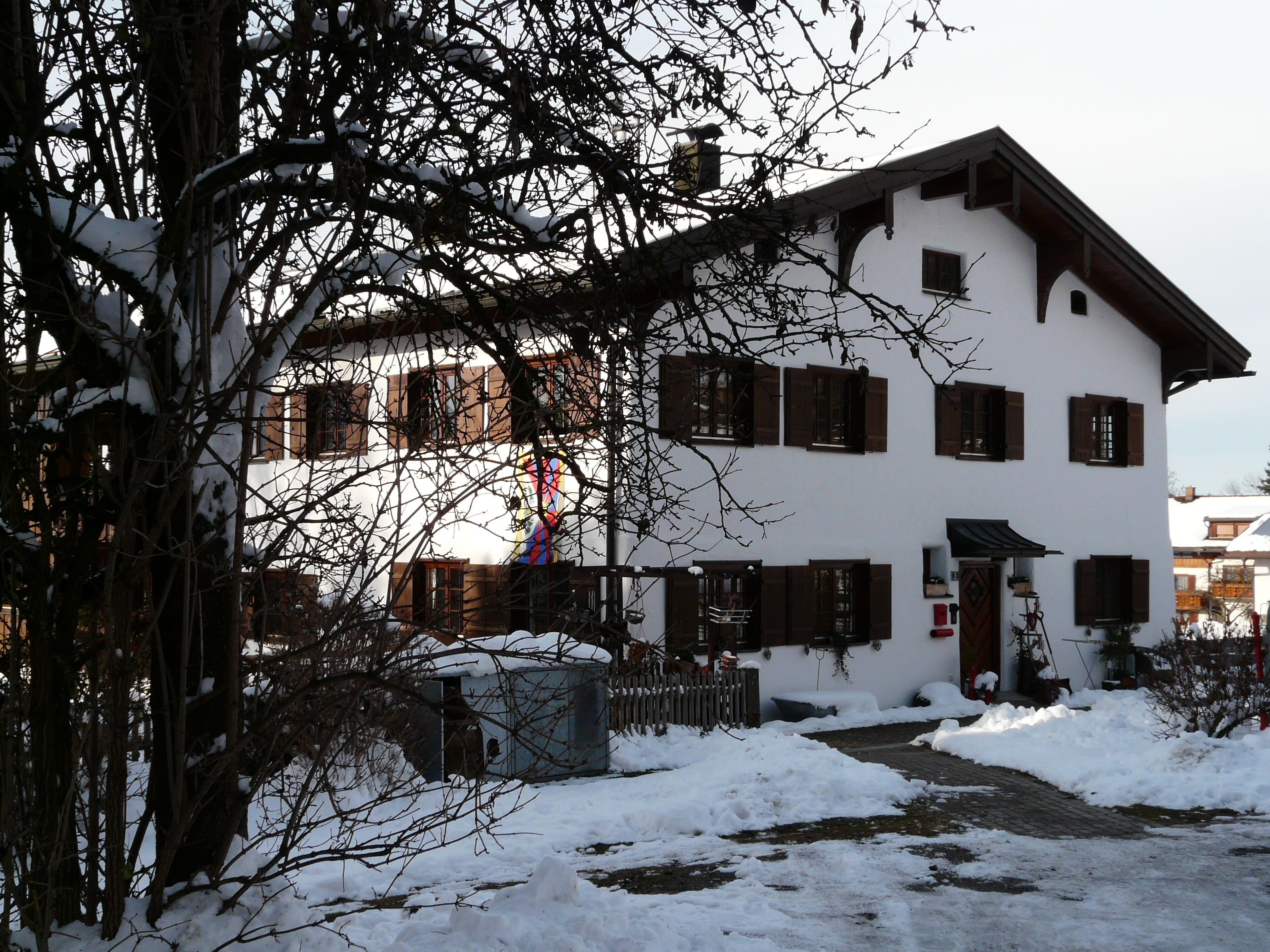
Ehemaliges Pfarrhaus in Schöllang

Das Pfarrhaus in Schöllang, einem Gemeindeteil von Oberstdorf im Landkreis Oberallgäu im bayerischen Regierungsbezirk Schwaben, wurde 1663 errichtet. Das ehemalige Pfarrhaus am Kirchplatz 3 ist ein geschütztes Baudenkmal.
Der zweigeschossige, flache Satteldachbau mit massivem Erdgeschoss und verputztem Blockbau-Obergeschoss besitzt vier zu fünf Fensterachsen.